# Spanish International 2015
Die Spanish International 2015 im Badminton fanden vom 21. bis zum 24. Mai 2015 im Polideportivo Municipal Marqués de Samaranch in der Paseo Imperial 18 in Madrid statt. Es war die 36. Auflage des Turniers.

## Sieger und Platzierte
| Disziplin    | Gold                           | Silber                              | Bronze                           |
| ------------ | ------------------------------ | ----------------------------------- | -------------------------------- |
| Herreneinzel | Pablo Abián                    | Rasmus Fladberg                     | Dieter Domke                     |
| Herreneinzel | Pablo Abián                    | Rasmus Fladberg                     | Thomas Rouxel                    |
| Dameneinzel  | Iris Wang                      | Beatriz Corrales                    | Petya Nedelcheva                 |
| Dameneinzel  | Iris Wang                      | Beatriz Corrales                    | Linda Zechiri                    |
| Herrendoppel | Adam Cwalina Przemysław Wacha  | Kasper Antonsen Oliver Babic        | Jonathan Solís Rodolfo Ramírez   |
| Herrendoppel | Adam Cwalina Przemysław Wacha  | Kasper Antonsen Oliver Babic        | Johannes Pistorius Marvin Seidel |
| Damendoppel  | Gabriela Stoeva Stefani Stoeva | Anastasia Chervyakova Olga Morozova | Léa Palermo Anne Tran            |
| Damendoppel  | Gabriela Stoeva Stefani Stoeva | Anastasia Chervyakova Olga Morozova | Maiken Fruergaard Sara Thygesen  |
| Mixed        | Marvin Seidel Linda Efler      | Gregory Mairs Jenny Moore           | Kasper Antonsen Amanda Madsen    |
| Mixed        | Marvin Seidel Linda Efler      | Gregory Mairs Jenny Moore           | Bastian Kersaudy Léa Palermo     |